# Glentoran Football Club
Il Glentoran Football Club, noto internazionalmente come Glentoran, è una società calcistica nordirlandese con sede nella città di Belfast. Fondato nel 1882, il club milita nella IFA Premiership, l'ex prima divisione del campionato nordirlandese. I colori sociali sono verde, rosso e nero.
Insieme al Linfield ed al Cliftonville la squadra ha preso parte a tutte le edizioni del campionato nordirlandese. Insieme al Linfield forma il Big Two (Grandi Due), una delle rivalità più accese del calcio nordirlandese e britannico. Per questo motivo le due squadre si affrontano regolarmente ad ogni campionato il 26 dicembre, nel giorno del Boxing Day.

## Storia
George Best, da giovane, era solito osservare le partite del Glentoran in compagnia del nonno. Fu però scartato dal club perché ritenuto troppo "piccolo e leggero". Sul finire della sua entusiasmante carriera, Best ha indossato la casacca Glens per un'amichevole contro il Manchester Utd in occasione del centenario del club nordirlandese.
Nel 1964-1965 ha affrontato, nel primo turno della Coppa dei Campioni, il Panathīnaïkos perdendo onorevolmente con un punteggio aggregato di 5-4 (2-2 in casa e 3-2 in Grecia). Nella stagione seguente ha partecipato alla Coppa delle Fiere venendo eliminata dall'Anversa per 4-3 (1-0 in Belgio e 3-3 a Belfast).
Nell'estate 1967 il Glentoran disputò il campionato nordamericano organizzato dalla United Soccer Association: accadde infatti che tale campionato fu disputato da formazioni europee e sudamericane per conto delle franchigie ufficialmente iscritte al campionato, che per ragioni di tempo non avevano potuto allestire le proprie squadre. Il Glentoran rappresentò i Detroit Cougars, e chiuse al quarto posto della Eastern Division, con 3 vittorie, 6 pareggi e 3 sconfitte, non qualificandosi per la finale (vinta dai Los Angeles Wolves, rappresentati dai Wolverhampton).
Nella Coppa delle Coppe 1966-1967 il Glentoran ha affrontato nel primo turno i Rangers pareggiando la partita d'andata per 1-1 e perdendo nel ritorno in Scozia per 4-0. Nella Coppa dei Campioni 1967-1968 il Glentoran ha affrontato il Benfica di Eusébio in un turno di andata e ritorno. Molti credevano che il Glentoran fallisse miseramente sotto la superiorità evidente dell'avversario. Invece ne uscì a testa alta eliminato solamente grazie alla regola dei gol in trasferta. Al The Oval finì 1-1 mentre nella gara di ritorno al famoso Estádio da Luz il Glentoran ottenne un pareggio a reti bianche.
Nella stagione 1973-1974 il Glentoran raggiunse i quarti di finale della Coppa Coppe eliminati dal Borussia M'gladbach per 2-0, 5-0. Quattro stagioni dopo hanno affrontato per la prima volta una squadra italiana, la Juventus, negli ottavi di finale della Coppa dei Campioni. Ne uscirono sconfitti 0-1 in casa e 5-0 in trasferta.
Nell'edizione 1981-1982 della Coppa dei campioni è arrivata agli ottavi di finali uscendo sconfitta soltanto ai tempi supplementari dal doppio confronto (2-0, 1-2) contro i bulgari del CSKA Sofia.
Nel 1997 l'ex direttore del Linfield, Roy Coyle ha preso la carica del club e sotto la sua gestione il Glentoran è entrato in un altro periodo di successi culminati nel 2002-2003 con la conquista di ben tre dei quattro titoli nazionali potenzialmente aggiudicabili: campionato, Coppa di Lega nordirlandese e County Antrim Shield. Ha mancato l'impresa (riuscita solo al Linfield nel 1922, 1956 e 1962) perdendo la finale di Coppa d'Irlanda per 1-0 a Coleraine.
Un episodio famoso è accaduto il 23 aprile 2005, durante la partita di ritorno contro il Linfield. Entrambe le formazioni erano in lotta per la conquista del titolo. Il punteggio era fermo sul pareggio, ma il Glentoran aveva un disperato bisogno di vincere per mantenere vive le speranze scudetto. Al 93º minuto il centravanti, ex Linfield, Chris Morgan ha segnato il gol vittoria scatenando le ostili reazioni dei tifosi blues. L'avvenimento viene tuttora ricordato con il nome di Morgan Day. Le due tifoserie, da sempre rivali, hanno inscenato anche in questa occasione dei tafferugli, ma il fenomeno si è per fortuna placato negli ultimi anni.
Nel 2006 il Glentoran ha perso una lunga imbattibilità contro il Linfield in occasione delle finali della coppa nazionale nordirlandese. In quell'occasione i supporter del club hanno portato in panchina un galletto, simbolo del club. L'episodio si era già verificato nel 1985 quando fu portato in panchina anche un maiale interamente dipinto di blu per simboleggiare gli acerrimi rivali del Linfield. Nello stesso anno il direttore Roy Coyle si è dimesso dal suo incarico, il più vincente e titolato della storia del club composto da ben 16 trofei.

### Storia recente
La storia recente del club è segnata da alcune difficoltà economiche. Nel novembre del 2012 i giocatori si sono rifiutati di allenarsi poiché non ricevevano lo stipendio da due mesi. Le difficoltà si sono riscontrate anche nei risultati non certo all'altezza della storia del club.

## Glentoran Academy
Fondata nel 2008, la Glentoran Academy promuove il calcio per i giocatori più giovani (a partire dai quattro anni di età) sia maschi che femmine. L'accademia comprende anche una sezione dedicata ai disabili e un'altra, di lingua polacca, i cui membri devono seguire lezioni di inglese in apposite classi per poter giocare nel club.

## Strutture
Il Glentoran gioca le sue partite interne nello stadio The Oval di Belfast (26 556 posti, di cui 6 050 a sedere), una struttura in attesa di riqualificazione sulla base di fondi governativi.

## Allenatori
Di seguito è riportata la lista degli allenatori del Glentoran:
- Sam Jennings (1936–38)
- Louis Page (1939–40)
- Frank Thompson (1945–47)
- Frank Grice (1948–55)
- Ken Chisholm (1958)
- Tommy Briggs (1959–60)
- Alex Young (1968)
- Peter McParland (1968–71)
- Alex McCrae (1972)
- George Eastham, Sr. (1972–74)

- Arthur Stewart (1977–78)
- Ronnie McFall (1979–84)
- Tommy Jackson (1987–93)
- Tommy Cassidy (1994–97)
- Roy Coyle (1997–2006)
- Paul Millar (2006–07)
- Alan McDonald (2007–10)
- Scott Young (2010–12)
- Eddie Patterson (26 febbraio 2012 – 17 ottobre 2015)
- Alan Kernaghan (9 novembre 2015 – 30 agosto 2016)

## Storia del club nelle competizioni UEFA
| Competizione                    | Turno | Avversario               | Casa    | Trasferta | Totale        |
| ------------------------------- | ----- | ------------------------ | ------- | --------- | ------------- |
| Coppa delle Fiere 1962-1963     | 1T    | Real Zaragozza           | 0-2     | 2-6       | 2-8           |
| Coppa delle Fiere 1963-1964     | 1T    | Partick Thistle FC       | 1-4     | 0-3       | 1-7           |
| Coppa dei Campioni 1964-1965    | 1T    | Panathinaikos            | 2–2     | 2-3       | 4–5           |
| Coppa delle Fiere 1965-1966     | 1T    | Anversa                  | 3-3     | 0-1       | 3–4           |
| Coppa delle Coppe 1966-1967     | 1T    | Rangers Glasgow          | 1-1     | 0–4       | 1–5           |
| Coppa dei Campioni 1967-1968    | 1T    | Benfica                  | 1-1     | 0-0       | 1–1           |
| Coppa dei Campioni 1968-1969    | 1T    | Anderlecht               | 2–2     | 0–3       | 2–5           |
| Coppa delle Fiere 1969-1970     | 1T    | Arsenal FC               | 1-0     | 0–3       | 1–3           |
| Coppa dei Campioni 1970-1971    | 1T    | Waterford                | 1-3     | 0-1       | 1–4           |
| Coppa UEFA 1971-1972            | 1T    | Eintracht Braunschweig   | 0-1     | 1-6       | 1-7           |
| Coppa delle Coppe 1973-1974     | 1T    | Chimia Rimnicu Vilcea    | 2-0     | 2-2       | 4-2           |
| Coppa delle Coppe 1973-1974     | OT    | Brann                    | 3-1     | 1-1       | 4-2           |
| Coppa delle Coppe 1973-1974     | QF    | Borussia Mönchengladbach | 0-2     | 0-5       | 0-7           |
| Coppa UEFA 1975-1976            | 1T    | Ajax                     | 1-6     | 0-8       | 1-14          |
| Coppa UEFA 1976-1977            | 1T    | Basilea                  | 3-2     | 0-3       | 3-5           |
| Coppa dei Campioni 1977-1978    | 1T    | Valur                    | 2-0     | 0-1       | 2-1           |
| Coppa dei Campioni 1977-1978    | OT    | Juventus                 | 0-1     | 0-5       | 0-6           |
| Coppa UEFA 1978-1979            | 1T    | ÍBV                      | 1-1     | 0-0       | 1-1           |
| Coppa dei Campioni 1981-1982    | 1T    | Progrès Niedercorn       | 4-0     | 1-1       | 5-1           |
| Coppa dei Campioni 1981-1982    | OT    | CSKA Sofia               | 2-1 dts | 0-2       | 2-3           |
| Coppa UEFA 1982-1983            | 1T    | Banik Ostrava            | 1-3     | 0-1       | 1-4           |
| Coppa delle Coppe 1983-1984     | 1T    | Paris Saint-Germain      | 1-2     | 1-2       | 2-4           |
| Coppa UEFA 1984-1985            | 1T    | Standard Liegi           | 1-1     | 0-2       | 1-3           |
| Coppa delle Coppe 1985-1986     | 1T    | Fram                     | 1-0     | 1-3       | 2-3           |
| Coppa delle Coppe 1986-1987     | 1T    | Lokomotive Lipsia        | 1-1     | 0-2       | 1-3           |
| Coppa delle Coppe 1987-1988     | 1T    | RoPS                     | 1-1     | 0-0       | 1-1           |
| Coppa dei Campioni 1988-1989    | 1T    | Spartak Mosca            | 1-1     | 0-2       | 1-3           |
| Coppa UEFA 1989-1990            | 1T    | Dundee                   | 1-3     | 0-2       | 1-5           |
| Coppa delle Coppe 1990-1991     | 1T    | Steaua Bucarest          | 1-1     | 0-5       | 1-6           |
| UEFA Champions League 1992-1993 | 1T    | Olympique Marsiglia      | 0-5     | 0-3       | 0-8           |
| Coppa delle Coppe 1996-1997     | TP    | Sparta Praga             | 1-2     | 0-8       | 1-10          |
| Coppa delle Coppe 1998-1999     | TP    | Maccabi Haifa            | 0-1     | 1-2       | 1-3           |
| UEFA Champions League 1999-2000 | TP    | Litex Loveč              | 0-2     | 0-3       | 0-5           |
| Coppa UEFA 2000-2001            | TP    | Lillestrøm SK            | 0-3     | 0-1       | 0-4           |
| Coppa UEFA 2001-2002            | TP    | Midtjylland              | 0-4     | 1-1       | 1-5           |
| Coppa UEFA 2002-2003            | TQ    | Wisla Cracovia           | 0-2     | 0-4       | 0-6           |
| UEFA Champions League 2003-2004 | TP    | HJK Helsinki             | 0-0     | 0-1       | 0-1           |
| Coppa UEFA 2004-2005            | TP    | Allianssi                | 2-2     | 2-1       | 4-3           |
| Coppa UEFA 2004-2005            | TP    | IF Elfsborg              | 0-1     | 1-2       | 1-3           |
| UEFA Champions League 2005-2006 | TP    | Shelbourne               | 1-2     | 1-4       | 2-6           |
| Coppa UEFA 2006-2007            | TP    | Brann                    | 0-1     | 0-1       | 0-2           |
| Coppa UEFA 2007-2008            | TP    | AIK                      | 0-5     | 0-4       | 0-9           |
| Coppa UEFA 2008-2009            | TP    | Metalurgs Liepāja        | 1-1     | 0-2       | 1-3           |
| UEFA Champions League 2009-2010 | TP    | Maccabi Haifa            | 0-4     | 0-6       | 0-10          |
| UEFA Europa League 2010-2011    | TP    | KR Reykjavík             | 2-2     | 0-3       | 2-5           |
| UEFA Europa League 2011-2012    | TQ    | Renova                   | 2-1 dts | 1-2       | 3-3 (3-2 dcr) |
| UEFA Europa League 2011-2012    | TQ    | Vorskla                  | 0-2     | 0-3       | 0-5           |
| UEFA Europa League 2013-2014    | TQ    | KR Reykjavik             | 0-3     | 0-0       | 0-3           |
| UEFA Europa League 2015-2016    | TP    | Šachcër Salihorsk        | 1-2     | 0-3       | 1-5           |

 Legenda: TQ – Turno di Qualificazione; TP – Turno Preliminare; 1T – Primo Turno; OT – Ottavi di finale; QF – Quarti di finale. 

### Riepilogo
| Competizione                               | G  | V  | P  | S  | GF | GS  |
| ------------------------------------------ | -- | -- | -- | -- | -- | --- |
| Coppa dei Campioni UEFA Champions League   | 28 | 3  | 7  | 18 | 20 | 59  |
| Coppa delle Fiere Coppa UEFA Europa League | 48 | 4  | 9  | 35 | 29 | 117 |
| Coppa delle Coppe                          | 22 | 3  | 7  | 12 | 18 | 46  |
| TOTALE                                     | 98 | 10 | 23 | 65 | 67 | 222 |

Dati aggiornati al 4 dicembre 2016.

### Ranking UEFA
Attualmente il Glentoran è al 413º posto nel ranking UEFA con 1 350 punti (ultimo aggiornamento 4 ottobre 2017).
| Pos | Squadra           | Punti |
| --- | ----------------- | ----- |
| 412 | Metalurgs Liepāja | 1 375 |
| 413 | Glentoran         | 1 350 |
| 414 | Santos Tartu      | 1 350 |

### Record personali
Il giocatore con più presenze nelle competizioni UEFA è il nordirlandese Colin Nixon con 27 partite disputate. Il miglior realizzatore della storia del club in Europa è il nordirlandese John Jamison con 6 reti.

## Palmarès

### Competizioni nazionali
- Campionato nordirlandese: 23

1893-1894, 1896-1897, 1904-1905, 1911-1912, 1912-1913, 1920-1921, 1924-1925, 1930-1931, 1950-1951, 1952-1953, 1963-1964, 1966-1967, 1967-1968, 1969-1970, 1971-1972, 1976-1977, 1980-1981, 1987-1988, 1991-1992, 1998-1999, 2002-2003, 2004-2005, 2008-2009
- Irish Cup: 23

1913-1914, 1916-1917, 1920-1921, 1931-1932, 1932-1933, 1934-1935, 1950-1951, 1965-1966, 1972-1973, 1982-1983, 1984-1985, 1985-1986, 1986-1987, 1987-1988, 1989-1990, 1995-1996, 1997-1998, 1999-2000, 2000-2001, 2003-2004, 2012-2013, 2014-2015, 2019-2020
- Irish Football League Cup: 7

1988-1989, 1990-1991, 2000-2001, 2002-2003, 2004-2005, 2006-2007, 2009-2010
- IFA Charity Shield: 2

1992 (titolo condiviso), 2015
- Gold Cup: 15

1916-1917, 1941-1942, 1950-1951, 1959-1960, 1961-1962, 1965-1966, 1976-1977, 1977-1978, 1982-1983, 1986-1987, 1991-1992, 1994-1995, 1998-1999, 1999-2000, 2000-2001

### Competizioni regionali
- County Antrim Shield: 27

1900-1901, 1901-1902, 1910-1911, 1915-1916, 1917-1918, 1924-1925, 1930-1931, 1939-1940, 1940-1941, 1943-1944, 1949-1950, 1950-1951, 1951-1952, 1956-1957, 1967-1968, 1970-1971, 1977-1978, 1984-1985, 1986-1987, 1998-1999, 1999-2000, 2000-2001, 2001-2002, 2002-2003, 2007-2008, 2010-2011
- Ulster Cup: 9

1950-1951, 1952-1953, 1966-1967, 1976-1977, 1981-1982, 1982-1983, 1983-1984, 1988-1989, 1989-1990
- City Cup: 18

1896-1997, 1898-1999, 1910-1911, 1911-1912, 1913-1914, 1914-1915, 1915-1916, 1916-1917, 1918-1919, 1931-1932, 1950-1951, 1952-1953, 1956-1957, 1964-1965, 1966-1967, 1969-1970, 1972-1973, 1974-1975
- County Antrim Centenary Chalice: 1

1987-1988

### Competizioni internazionali
- Inter-City Cup: 1

1943-1944
- Blaxnit Cup: 1

1972-1973
- Floodlit Cup: 2

1987-1988, 1989-1990

### Altri piazzamenti
- Campionato nordirlandese:

Secondo posto: 1900-1901, 1901-1902, 1907-1908, 1908-1909, 1910-1911, 1913-1914, 1914-1915, 1915-1916, 1917-1918, 1921-1922, 1925-1926, 1929-1930, 1933-1934, 1949-1950, 1953-1954, 1959-1960, 1970-1971, 1975-1976, 1977-1978, 1981-1982, 1982-1983, 1983-1984, 1988-1989, 2001-2002, 2005-2006, 2006-2007, 2007-2008
Terzo posto: 1894-1895, 1897-1898, 1902-1903, 1903-1904, 1918-1919, 1919-1920, 1922-1923, 1928-1929, 1939-1940, 1948-1949, 1956-1957, 1958-1959, 1965-1966, 1968-1969, 1974-1975, 1979-1980, 1984-1985, 1989-1990, 1990-1991, 1995-1996, 1996-1997, 2000-2001, 2009-2010, 2010-2011, 2020-2021, 2021-2022, 2024-2025
- Irish Cup:

Finalista: 1895-1896, 1898-1899, 1912-1913, 1915-1916, 1918-1919, 1922-1923, 1924-1925, 1941-1942, 1942-1943, 1944-1945, 1946-1947, 1948-1949, 1951-1952, 1953-1954, 1955-1956, 1963-1964, 1966-1967, 2002-2003, 2005-2006
Semifinalista: 2023-2024
- Irish Football League Cup:

Finalista: 1996-1997, 1997-1998, 1998-1999, 2001-2002, 2005-2006
Semifinalista: 1986-1987, 2003-2004, 2007-2008, 2008-2009, 2010-2011, 2022-2023
- IFA Charity Shield:

Finalista: 1998, 1999, 2000
- Setanta Sports Cup:

Finalista: 2008

## Organico

### Rosa 2019-2020
| N. |                             | Ruolo | Calciatore             |
| -- | --------------------------- | ----- | ---------------------- |
| 1  | Irlanda del Nord (bandiera) | P     | Elliot Morris          |
| 2  | Irlanda del Nord (bandiera) | D     | William Garrett        |
| 3  | Irlanda del Nord (bandiera) | C     | Marcus Kane (capitano) |
| 4  | Irlanda (bandiera)          | D     | Gavin Peers            |
| 5  | Irlanda del Nord (bandiera) | D     | Calum Birney           |
| 6  | Irlanda del Nord (bandiera) | C     | Chris Gallagher        |
| 7  | Irlanda del Nord (bandiera) | A     | Jonny Frazer           |
| 8  | Scozia (bandiera)           | C     | John Herron            |
| 9  | Irlanda del Nord (bandiera) | A     | Curtis Allen           |
| 10 | Irlanda del Nord (bandiera) | A     | Darren Murray          |
| 11 | Irlanda del Nord (bandiera) | A     | Robbie McDaid          |
| 14 | Irlanda del Nord (bandiera) | D     | Cameron Stewart        |
| 15 | Irlanda del Nord (bandiera) | D     | Patrick McClean        |
| 16 | Irlanda (bandiera)          | C     | Conor Pepper           |

| N.  |                             | Ruolo | Calciatore         |
| --- | --------------------------- | ----- | ------------------ |
| 17  | Irlanda (bandiera)          | C     | Tom Byrne          |
| 20  | Irlanda del Nord (bandiera) | D     | Malachy Smith      |
| 21  | Irlanda del Nord (bandiera) | D     | Joe Crowe          |
| 22  | Irlanda del Nord (bandiera) | C     | Steven Gordon      |
| 25  | Irlanda del Nord (bandiera) | D     | James McCarthy     |
| 26  | Irlanda del Nord (bandiera) | A     | Paul O'Neil        |
| 27  | Croazia (bandiera)          | C     | Hrvoje Plum        |
| 28  | Croazia (bandiera)          | A     | Antonio Đurić      |
| 30  | Croazia (bandiera)          | P     | Marijan Antolović  |
| 31  | Irlanda del Nord (bandiera) | P     | Paul McLaughlin    |
| 33  | Paesi Bassi (bandiera)      | C     | Elvio van Overbeek |
| 36  | Irlanda del Nord (bandiera) | C     | Sean Og Gallagher  |
| TBA | Irlanda del Nord (bandiera) | D     | Nathan Kerr        |

### Squadra Under-20
| N. |                             | Ruolo | Calciatore                   |
| -- | --------------------------- | ----- | ---------------------------- |
| 1  | Scozia (bandiera)           | P     | Rhys Clougherty              |
| 1  | Irlanda del Nord (bandiera) | P     | Matthew Davidson             |
| 3  | Irlanda del Nord (bandiera) | D     | Lee Newell                   |
| 4  | Zimbabwe (bandiera)         | D     | Nqobile Mlotshwa             |
| 7  | Irlanda del Nord (bandiera) | D     | Carl Lennox                  |
| 8  | Scozia (bandiera)           | C     | Cieran Clougherty (capitano) |
| 9  | Irlanda del Nord (bandiera) | C     | Kris Gaw                     |
| 10 | Irlanda del Nord (bandiera) | C     | Noel Healy                   |
| 12 | Irlanda del Nord (bandiera) | A     | Paul O'Neill                 |
| 14 | Irlanda del Nord (bandiera) | A     | Padraig Hughes               |
| 15 | Irlanda del Nord (bandiera) | A     | Brent Ritchie                |
| 16 | Irlanda del Nord (bandiera) | A     | Joe O'Connor                 |
| 20 | Irlanda del Nord (bandiera) | C     | Mark Herdman                 |

## Rose delle stagioni precedenti
- 2010-2011